# سواد علمی
سواد علمی دانش و درک مفاهیم علمی و به کار بردن آنها در روند تصمیم‌گیری شخصی، امور شهروندی و فرهنگی و بهره‌وری اقتصادی است. سواد علمی معمولاً از روش‌شناسی، مشاهده و نظریه‌پردازی تشکیل می‌شود. یک شهروند باسواد علمی می‌تواند کیفیت ادعاهای مطرح شده از طرف رسانه‌ها، سیاست‌مداران و تبلیغات را بر اساس اعتبار منابع و روش‌شناسی تعیین کند، و بتواند صحت نتیجه‌گیری‌های آنان را بسنجد.